# Семеру
Семе́ру (индон. Semeru) или Мухомеру — самый высокий действующий вулкан на острове Ява в Индонезии. Семеру находится в южном конце вулканического комплекса — кальдеры Тенгер (Tengger). В кратере вулкана находится озеро лавы. Высота Семеру — 3676 м (высшая точка острова), имеет несколько кратеров; поперечник современного кратера 500—650 м, глубина до 220 м. Вулкан сложен андезитами и базальтами. Является главной достопримечательностью национального парка Бромо-Тенггер-Семеру.

## Извержения
С 1818 года было отмечено 56 извержений Семеру. С 1967 года вулкан постоянно активен, он извергает клубы дыма, вулканического пепла и пирокластического материала с интервалом 20-30 минут. Извержения сейчас происходят в основном в юго-восточном кратере вулкана.

### Последние извержения
- 1 декабря 2020 вулкан начал извергать раскаленную лаву, её поток достиг более 1 км в длину. Горячие облака образовали шлейф вулканического пепла, который растянулся на 11 км в сторону района Бесок-Кобокан. Около 550 человек вынуждены были покинуть свои дома. Извержение сопровождалось вулканическими молниями.
- 4 декабря 2021 года произошёл массированный выброс вулканического пепла и камней, при котором погибло 13 и пострадали от ожогов ещё 100 человек, проводимая эвакуация была затруднена из-за вулканического пепла, который накрыл дороги и привёл к разрушению моста, к тому же тучи вулканического пепла заслонили солнце настолько, как будто наступила ночь[3][4][5]. Авиакомпании получили предупреждение, что вулканический пепел может подниматься на высоту до 15 километров[6].
- 19 апреля 2023 года вулкан вновь активизировался, выбросив столб пепла на высоту 2 км.
- 1 октября 2023 года началось извержение вулкана.